# Patrick Macnee
Patrick Macnee (Paddington, Londen, 6 februari 1922 – Rancho Mirage, 25 juni 2015) was een Britse acteur die vooral bekend werd door zijn rol van John Steed in de Britse televisieserie The Avengers (De Wrekers). Sinds 1959 had hij de Amerikaanse nationaliteit.

## Levensloop
Macnee groeide op bij zijn lesbische moeder en haar levensgezellin, nadat zijn ouders waren gescheiden en zijn vader (een alcoholistische paardentrainer en voormalig legerofficier in de Eerste Wereldoorlog) in 1929 naar Brits-Indië was vertrokken. Hij volgde onderwijs aan onder meer Eton College in Windsor (vanaf zijn twaalfde), waar hij in 1936 fungeerde als erewacht bij de begrafenis van koning George V op Windsor Castle. Hij werd later van Eton College gestuurd omdat hij actief was als bookmaker en zich inliet met pornografie.
In 1942 meldde hij zich bij de Royal Navy en het jaar erop werkte hij als navigatieofficier op een motortorpedoboot op Het Kanaal en de Noordzee. Vlak voor de invasie in Normandië in de zomer van 1944 werd hij benoemd tot eerste luitenant op motortorpedoboot 434 en bereidde hij zich voor op de invasie, maar op D-day zelf lag hij met bronchitis in het ziekenhuis. Zijn boot werd bij de invasie tot zinken gebracht.
Na de Tweede Wereldoorlog speelde hij bijrollen in verschillende films, waaronder Hamlet van Laurence Olivier (1948) en Les Girls, met in de hoofdrol Gene Kelly, uit 1957. Daarnaast speelde hij in de jaren vijftig tientallen kleine rollen in Amerikaanse en Canadese televisie- en theaterproducties.
Zijn grote doorbraak kwam in 1961, toen hij de rol van John Steed op zich nam in de Britse televisieserie The Avengers (De Wrekers), een rol die hij tot 1977 zou blijven spelen, met als zijn tegenspeelsters achtereenvolgens Honor Blackman (van 1962 tot 1964), Diana Rigg (1965-1968) in de rol van geheim agente Emma Peel en Linda Thorson (1968-1969) als Tara King. In 1976 en 1977 speelde Macnee nogmaals John Steed in de 26 afleveringen van de Brits-Frans-Canadese vervolgserie The New Avengers (in Nederland uitgezonden onder de noemer Terugkeer van de Wrekers), met als nieuwe partners Gareth Hunt (als Mike Gambit) en Joanna Lumley (als Purdey).
Macnee had twee kinderen uit zijn eerste huwelijk en woonde in Zuid-Californië. Hij woonde daar samen met zijn derde echtgenote tot haar overlijden in 2007. Sinds 1959 was hij Amerikaans staatsburger.
Hij overleed op 25 juni 2015 op 93-jarige leeftijd in zijn woonplaats Rancho Mirage.

## Filmografie (selectie)
- The Fatal Night (1948) - Tony
- All Over the Town (1949) - Mr. Vince
- The Girl Is Mine (1950) - Hugh Hurcombe
- Dick Barton at Bay (1950) - Phillips
- De onvindbare Pimpernel (1950) - Hon. John Bristow
- Scrooge (1951) - Jacob Marley
- The Battle of the River Plate (1956) - Lieutenant Commander Medley R.N.
- Les Girls (1957) - Sir Percy
- Incense for the Damned (1970) - Derek Longbow
- King Solomon's Treasure (1979) - Captain Good R.N.
- The Sea Wolves (1980) - Major Crossley
- The Howling (1981) - Dr. George Waggner
- The Hot Touch (1981) - Vincent Reyblack
- Young Doctors in Love (1982) - Jacobs
- Sweet 16 (1983) - Dr. John Morgan
- The Creature Wasn't Nice (1983) - Dr. Stark
- This Is Spinal Tap (1984) - Sir Denis Eton-Hogg
- A View to a Kill (1985) - Sir Godfrey Tibbett
- Shadey (1985) - Sir Cyril Landau
- Waxwork (1988) - Sir Wilfred
- Transformations (1988) - Father Christopher
- Chill Factor (1989) - Carl Lawton
- Lobster Man from Mars (1989) - Professor Plocostomos
- Masque of the Red Death (1989) - Machiavel
- Eye of the Widow (1991) - Andrew Marcus
- Waxwork II: Lost in Time (1992) - Sir Wilfred
- The Low Budget Time Machine (2003) - Dr. Ballard

### Televisie
Macnee werkte mee aan tientallen tv-films en een nog groter aantal televisieseries. Zo verscheen hij in meerdere afleveringen van onder meer:
- Night Man (6 afl., 1997-1998) - Dr. Walton
- Thunder in Paradise (22 afl., 1994) - Edward Whitaker
- Super Force (48 afl., 1990-1992) - E.B. Hungerford
- P.S.I. Luv U (5 afl., 1991) - Uncle Ray Bailey
- Empire (6 afl., 1984) - Calvin Cromwell
- Gavilan (7 afl., 1982-1983) - Milo Bentley
- Battlestar Galactica (1978-1979) - voice-over en Count Iblis
- The New Avengers (26 afl., 1976-1977) - John Steed
- Columbo (Seizoen 4, afl. 4: "Troubled Waters", 1974) - Captain Gibbon (Captain of the cruise ship)
- The Avengers (161 afl., 1961-1969) - John Steed
- General Motors Presents (27 afl., 1953-1960) - meerdere rollen
- On Camera (8 afl., 1955-1958) - meerdere rollen
- Tales of Adventure (12 afl., 1952-1953) - Roger Sudden

Hij is bovendien te zien in twee muziekvideoclips:
- Don't Get Me Wrong van The Pretenders (1986)
- Don't Look Back in Anger van Oasis (1996)